# 보성고등보통학교 야구단
보성고등보통학교 야구단(普成高等普通學校野球團)은 일제강점기 조선 경기도 경성부에 있었던 야구 선수단이다. 보성고등보통학교가 운영했던 U-18 야구단이며, 1911년에 창단되었고 1931년 이후에 해단되었다.

## 시즌별 성적
| 시즌 | 대회                     | 참가 | 경기 | 승 | 무 | 패 | 득 | 실 | 차  | 승률  | 순위 |
| ---- | ------------------------ | ---- | ---- | -- | -- | -- | -- | -- | --- | ----- | ---- |
| 1920 | 전국체육대회 야구 중학부 | 5    | 1    | 0  | 0  | 1  | 2  | 14 | -12 | 0.000 | 5강  |
| 1921 | 전국체육대회 야구 중학부 | 7    | 1    | 0  | 0  | 1  | 4  | 18 | -14 | 0.000 | 7강  |

## 참고 문헌
- “대한체육회 국내종합경기대회”. 대한체육회.
- 《대한체육회 50년》. 대한체육회. 1970. 2020년 11월 8일에 원본 문서에서 보존된 문서. 2022년 11월 5일에 확인함.
- 《대한체육회 70년사》. 대한체육회. 1990. 2020년 11월 8일에 원본 문서에서 보존된 문서. 2022년 11월 5일에 확인함.
- 《대한체육회 90년사》. 대한체육회. 2011. 2020년 11월 8일에 원본 문서에서 보존된 문서. 2022년 11월 5일에 확인함.
- 대한체육회 100주년 기념사업부 (2020). 《대한민국 체육 100년》. 대한체육회. 2023년 9월 21일에 원본 문서에서 보존된 문서. 2023년 12월 23일에 확인함.
- 《한국야구사》. 대한야구협회. 1999.
- 홍순일 (2013). 《한국 야구사 연표》 (PDF). 한국야구위원회.

## 같이 보기
- 보성고등학교 (서울)
- 보성고등학교 축구단
- 보성고등보통학교 럭비단
- 보성고등보통학교 육상단
- 보성고등보통학교 정구단
- 보성고등보통학교 줄다리기단